# Ixtacamaxtitlán
Ixtacamaxtitlán är en kommun i Mexiko.   Den ligger i delstaten Puebla, i den sydöstra delen av landet, 130 km öster om huvudstaden Mexico City.
Följande samhällen finns i Ixtacamaxtitlán:
- La Unión Ejido Mexcaltepec
- El Mirador
- Calpanería Atezquilla
- Cuatexmola
- Texocuixpan
- Tateno
- Oyametepec
- Tonalapa
- Cruz de León
- Tentzoncuahuigtic
- Atexquilla Cuapazola
- Zaragoza
- Tiloxtoc
- Tepecuahuixco
- Tlacuela
- La Joya
- Tlaxcalancingo
- Tateno Xoco
- El Tres
- Las Barrancas
- Tlalmotolo
- Xocoxiutla
- Zacatepec
- La Mesa
- Capuluapan de las Aguas
- Tuligtic
- Plan de la Flor
- Solinco
- Iliyucan
- Capolictic
- Xonacatla
- Octapa
- Ahuateno
- Ocotla
- Tecoltémic
- Acoculco
- Minatitlán
- Tlajomulco
- Cuxac
- Tatempango
- Loma Larga
- Tagcotepec
- San José Providencia
- Texocuictic
- Xopanac
- Cuatro Caminos
- Tlanana
- Chaucingo Atezquilla